# Josefine Osigus
Josefine Osigus (* 16. Oktober 2004 in Gelsenkirchen) ist eine deutsche Fußballspielerin. Die Torhüterin gehört seit Juli 2025 dem SKN St. Pölten an.

## Karriere

### Vereine
Osigus begann im Alter von vier Jahren für den im Gelsenkirchener Stadtteil Erle ansässigen Erler SV 08 mit dem Fußballspielen – als Torhüterin, weil keiner ihrer Mitspieler ins Tor wollte. Im weiteren Verlauf war sie für den Gladbecker Stadtteilverein SV Zweckel aktiv, bevor sie 2018 zur Jugendabteilung der SGS Essen gelangte und dieser bis zum Saisonende 2020/21 angehörte. Für diese wurde sie in der B-Juniorinnen-Bundesliga in insgesamt 16 Punktspielen in der Staffel West/Südwest eingesetzt. Zusätzlich war sie mit einem Zweitspielrecht für die Jungenmannschaft des SSV Buer aktiv.
Zur Saison 2021/22 rückte sie in die zweite Mannschaft auf und kam in der Regionalliga West zu ihren ersten acht Saisonspielen. Ihr Debüt im Seniorinnenbereich gab sie zum Saisonstart am 21. August 2021 beim 7:0-Sieg im Heimspiel gegen den GSV Moers. In der Folgesaison wurde sie in fünf Punktspielen eingesetzt. Obwohl sie der Bundesligamannschaft am 2. und 7. Spieltag angehörte, kam sie zu keinem Punktspiel. Daraufhin begab sie sich nach Bocholt und kam dort für den Absteiger aus der 2. Bundesliga Borussia Bocholt vom 19. März bis zum 30. April 2023 zu drei Einsätzen in der Regionalliga West. Zur Saison 2023/24 vom Zweitligisten FSV Gütersloh 2009 verpflichtet, kam sie an den ersten beiden Spieltagen (20. und 27. August 2023) (noch) nicht zum Einsatz, da sie kurzfristig und überraschend vom 1. FC Köln verpflichtet wurde.
Dem 1. FC Köln seit dem 30. August 2023 angehörig, spielte sie vom 17. September 2023 bis zum 5. Mai 2024 zunächst für die zweite Mannschaft in der Regionalliga West, wie auch einmal zum Saisonstart am 22. August 2024. An den ersten drei Spieltagen der Bundesligasaison 2024/25 gehörte sie zum Spieltagskader der ersten Mannschaft. Ihr Bundesligadebüt erfolgte am 28. September 2024 (4. Spieltag) bei der 0:2-Niederlage im Heimspiel gegen den SC Freiburg als Einwechselspielerin für die Stammtorhüterin Paula Hoppe in der 68. Minute.
Zur Saison 2025/26 wechselte sie zum SKN St. Pölten.

### Auswahl- / Nationalmannschaft
Osigus kam als Spielerin der U14-Auswahlmannschaft des Fußballverbandes Niederrhein am 26. Mai 2017 und am 11. Mai 2018 in jeweils einem Turnierspiel um den DFB-Länderpokal an der Sportschule Wedau in Duisburg beim 4:2-Sieg über die U14-Auswahlmannschaft des Schleswig-Holsteinischen Fußballverbandes und beim 1:0-Sieg über die U14-Auswahlmannschaft des Berliner Fußball-Verbandes zum Einsatz. Für das DFB-Perspektivteam der Altersklasse U16 spielte sie ebenfalls.
Für den DFB kam sie für die U15-Nationalmannschaft zu ihrem Debüt als Nationalspielerin; am 27. April 2019 spielte ein einziges Mal und gewann in Domažlice das in Freundschaft ausgetragene Länderspiel gegen die U15-Nationalmannschaft Tschechiens mit 3:0. Für die U16-Nationalmannschaft spielte sie dreimal. Das erste Mal am 5. November 2019 in Køge beim 6:1-Sieg über die U16-Nationalmannschaft Dänemarks. Im UEFA Development Tournament kam sie am 16. und 19. Februar 2020 gegen die U16-Nationalmannschaft der Niederlande und gegen die U16-Nationalmannschaft Portugals jeweils in Vila Real de Santo António beim 2:0- und 4:0-Sieg zum Einsatz.

## Erfolge
- Staffelsieger West/Südwest B-Juniorinnen-Bundesliga 2019, 2020